# Collin Altamirano
Collin Altamirano (nacido el 7 de diciembre de 1995) es un tenista profesional de Estados Unidos, nacido en la ciudad de Sacramento.

## Carrera
Su mejor ranking individual es el N.º 345 alcanzado el 20 de agosto de 2018, mientras que en dobles logró la posición 621 el 30 de julio de 2018.
No ha logrado hasta el momento títulos de la categoría ATP ni de la ATP Challenger Tour.